# Grande Prêmio da Turquia de 2007
Resultados do Grande Prêmio da Turquia de Fórmula 1 realizado em Istambul em 26 de agosto de 2007. Décima segunda etapa do campeonato, foi vencido pelo brasileiro Felipe Massa, que subiu ao pódio junto a Kimi Räikkönen numa dobradinha da Ferrari, com Fernando Alonso em terceiro pela McLaren-Mercedes.

## Resumo
A prova foi perfeita para a Ferrari, com Massa largando na frente e Räikkönen ganhando a segunda posição de Hamilton logo na primeira curva, já para a McLaren as coisas foram diferente, Alonso perdeu duas posições após largar em quarto lugar, e passou todo o primeiro trecho atrás dos carros BMW terminando a prova 26 segundos atrás do líder, já o líder do campeonato Lewis Hamilton teve problemas com o pneu dianteiro direito e chegou apenas em quinto lugar, vendo diminuir sua distância para Alonso.
Com a vitória do brasileiro da Ferrari, pela segunda vez no campeonato, os quatro principais candidatos ao título, Hamilton, Alonso, Massa e Räikkönen ficaram empatados em número de vitórias (três cada um), o que novamente aponta para o equilíbrio do campeonato.

## Classificação da prova

### Treinos classificatórios
| Pos.   | Nº | Piloto               | Equipe             | Q1       | Q2       | Q3       | Grid | Notas      |
| ------ | -- | -------------------- | ------------------ | -------- | -------- | -------- | ---- | ---------- |
| 1      | 5  | Felipe Massa         | Ferrari            | 1:27.488 | 1:27.039 | 1:27.329 | 1    |            |
| 2      | 2  | Lewis Hamilton       | McLaren-Mercedes   | 1:27.513 | 1:26.936 | 1:27.373 | 2    |            |
| 3      | 6  | Kimi Räikkönen       | Ferrari            | 1:27.294 | 1:26.902 | 1:27.546 | 3    |            |
| 4      | 1  | Fernando Alonso      | McLaren-Mercedes   | 1:27.328 | 1:26.841 | 1:27.574 | 4    |            |
| 5      | 10 | Robert Kubica        | BMW Sauber         | 1:27.997 | 1:27.253 | 1:27.722 | 5    |            |
| 6      | 9  | Nick Heidfeld        | BMW Sauber         | 1:28.099 | 1:27.253 | 1:28.037 | 6    |            |
| 7      | 4  | Heikki Kovalainen    | Renault            | 1:28.127 | 1:27.039 | 1:28.491 | 7    |            |
| 8      | 16 | Nico Rosberg         | Williams-Toyota    | 1:28.275 | 1:27.750 | 1:28.501 | 8    |            |
| 9      | 12 | Jarno Trulli         | Toyota             | 1:28.318 | 1:27.801 | 1:28.740 | 9    |            |
| 10     | 3  | Giancarlo Fisichella | Renault            | 1:28.313 | 1:27.880 | 1:29.322 | 10   |            |
| 11     | 23 | Anthony Davidson     | Super Aguri-Honda  | 1:28.304 | 1:28.002 |          | 11   |            |
| 12     | 15 | Mark Webber          | Red Bull-Renault   | 1:28.500 | 1:28.013 |          | 12   |            |
| 13     | 14 | David Coulthard      | Red Bull-Renault   | 1:28.395 | 1:28.100 |          | 13   |            |
| 14     | 8  | Rubens Barrichello   | Honda              | 1:28.792 | 1:28.188 |          | 22   | [ nota 2 ] |
| 15     | 7  | Jenson Button        | Honda              | 1:28.373 | 1:28.220 |          | 21   | [ nota 2 ] |
| 16     | 17 | Alexander Wurz       | Williams-Toyota    | 1:28.360 | 1:28.390 |          | 14   |            |
| 17     | 18 | Vitantonio Liuzzi    | Toro Rosso-Ferrari | 1:28.798 |          |          | 15   |            |
| 18     | 11 | Ralf Schumacher      | Toyota             | 1:28.809 |          |          | 16   |            |
| 19     | 22 | Takuma Sato          | Super Aguri-Honda  | 1:28.953 |          |          | 17   |            |
| 20     | 19 | Sebastian Vettel     | Toro Rosso-Ferrari | 1:29.408 |          |          | 18   |            |
| 21     | 20 | Adrian Sutil         | Spyker-Ferrari     | 1:29.861 |          |          | 19   |            |
| 22     | 21 | Sakon Yamamoto       | Spyker-Ferrari     | 1:31.479 |          |          | 20   |            |
| Fonte: |    |                      |                    |          |          |          |      |            |

### Corrida
| Pos.   | Nº | Piloto               | Construtor         | Voltas | Tempo/Diferença        | Grid | Pontos |
| ------ | -- | -------------------- | ------------------ | ------ | ---------------------- | ---- | ------ |
| 1      | 5  | Felipe Massa         | Ferrari            | 58     | 1:26:42.161            | 1    | 10     |
| 2      | 6  | Kimi Räikkönen       | Ferrari            | 58     | + 2.275                | 3    | 8      |
| 3      | 1  | Fernando Alonso      | McLaren-Mercedes   | 58     | + 26.181               | 4    | 6      |
| 4      | 9  | Nick Heidfeld        | BMW Sauber         | 58     | + 39.674               | 6    | 5      |
| 5      | 2  | Lewis Hamilton       | McLaren-Mercedes   | 58     | + 45.085               | 2    | 4      |
| 6      | 4  | Heikki Kovalainen    | Renault            | 58     | + 46.169               | 7    | 3      |
| 7      | 16 | Nico Rosberg         | Williams-Toyota    | 58     | + 55.778               | 8    | 2      |
| 8      | 10 | Robert Kubica        | BMW Sauber         | 58     | + 56.707               | 5    | 1      |
| 9      | 3  | Giancarlo Fisichella | Renault            | 58     | + 59.491               | 10   |        |
| 10     | 14 | David Coulthard      | Red Bull-Renault   | 58     | + 1:11.009             | 13   |        |
| 11     | 17 | Alexander Wurz       | Williams-Toyota    | 58     | + 1:19.628             | 14   |        |
| 12     | 11 | Ralf Schumacher      | Toyota             | 57     | + 1 volta              | 16   |        |
| 13     | 7  | Jenson Button        | Honda              | 57     | + 1 volta              | 21   |        |
| 14     | 23 | Anthony Davidson     | Super Aguri-Honda  | 57     | + 1 volta              | 11   |        |
| 15     | 18 | Vitantonio Liuzzi    | Toro Rosso-Ferrari | 57     | + 1 volta              | 15   |        |
| 16     | 12 | Jarno Trulli         | Toyota             | 57     | + 1 volta              | 9    |        |
| 17     | 8  | Rubens Barrichello   | Honda              | 57     | + 1 volta              | 22   |        |
| 18     | 22 | Takuma Sato          | Super Aguri-Honda  | 57     | + 1 volta              | 17   |        |
| 19     | 19 | Sebastian Vettel     | Toro Rosso-Ferrari | 57     | + 1 volta              | 18   |        |
| 20     | 21 | Sakon Yamamoto       | Spyker-Ferrari     | 56     | + 2 voltas             | 20   |        |
| 21     | 20 | Adrian Sutil         | Spyker-Ferrari     | 53     | Pressão do combustível | 19   |        |
| Ret    | 15 | Mark Webber          | Red Bull-Renault   | 9      | Pane hidráulica        | 12   |        |
| Fonte: |    |                      |                    |        |                        |      |        |

## Tabela do campeonato após a corrida
| Pos.   | Piloto          | Pontos |
| ------ | --------------- | ------ |
| 1      | Lewis Hamilton  | 84     |
| 2      | Fernando Alonso | 79     |
| 3      | Felipe Massa    | 69     |
| 4      | Kimi Räikkönen  | 68     |
| 5      | Nick Heidfeld   | 47     |
| Fonte: |                 |        |

| Pos.   | Construtor       | Pontos |
| ------ | ---------------- | ------ |
| 1      | McLaren–Mercedes | 148    |
| 2      | Ferrari          | 137    |
| 3      | BMW Sauber       | 77     |
| 4      | Renault          | 36     |
| 5      | Williams-Toyota  | 22     |
| Fonte: |                  |        |

- Nota: Somente as primeiras cinco posições estão listadas.